# 大话西游外传
《大话西游外传》是网易公司开发并运营的一款MMORPG（大型多人在线角色扮演游戏）。大话西游外传是一款写实风格的2D游戏，采用网络游戏免费模式，并宣称永久免费。2008年7月5日第一次在中国大陆开启内部测试。大话西游外传是网易公司开发的西游系列游戏之一，目前网易正式运营的西游系列游戏有大话西游系列、《梦幻西游》、《大话西游外传》三款MMORPG。2015年大话西游外传停止服務。

### 角色
游戏共18个角色，分属人、妖、仙三族，男女各九位。
| 角色     | 性别 | 种族 | 可加入门派       |
| -------- | ---- | ---- | ---------------- |
| 易水寒   | 男   | 人族 | 方寸山、大唐官府 |
| 慕容     | 男   | 人族 | 方寸山、大唐官府 |
| 朱邪铁勒 | 男   | 人族 | 方寸山、大唐官府 |
| 天山雪   | 女   | 人族 | 方寸山、大唐官府 |
| 潇湘     | 女   | 人族 | 方寸山、大唐官府 |
| 红蔷     | 女   | 人族 | 方寸山、大唐官府 |
| 狐不归   | 男   | 妖族 | 白骨洞、幽冥地府 |
| 澹台却邪 | 男   | 妖族 | 白骨洞、幽冥地府 |
| 杀破狼   | 男   | 妖族 | 白骨洞、幽冥地府 |
| 媚灵狐   | 女   | 妖族 | 白骨洞、幽冥地府 |
| 青衫隐隐 | 女   | 妖族 | 白骨洞、幽冥地府 |
| 牵小牛   | 女   | 妖族 | 白骨洞、幽冥地府 |
| 武尊神   | 男   | 仙族 | 普陀山、瑶池     |
| 皮影仙   | 男   | 仙族 | 普陀山、瑶池     |
| 画魂     | 男   | 仙族 | 普陀山、瑶池     |
| 玄天姬   | 女   | 仙族 | 普陀山、瑶池     |
| 蝶翼     | 女   | 仙族 | 普陀山、瑶池     |
| 水玲珑   | 女   | 仙族 | 普陀山、瑶池     |